# Acalitus spinus
Acalitus spinus är en spindeldjursart som beskrevs av David C.M. Manson 1984. Acalitus spinus ingår i släktet Acalitus och familjen Eriophyidae. Inga underarter finns listade i Catalogue of Life.